# Krönikör
Krönikör eller kolumnist är en person som skriver krönikor (kolumner) i till exempel tidningar. Krönikörer kännetecknas av personlig stil och är ofta specialiserade på olika områden. Ekonomikrönikörer och politiska kröniker skriver till exempel om ekonomi och politik, kulturkrönikörer om kultur och livsstilskrönikörer om livsstilsfrågor.
Lilian Öhrström, läsarombudsman på Dagens Nyheter, beskrev skillnaden mellan dem så här: "En kolumnist skriver rakt, drivande och tydligt om viktiga frågor. En krönikör skriver om vad som hänt sedan sist inom sitt ämnesområde. En kåsör kan skriva om högt och lågt, vad som helst. Det viktiga är glimten i ögat."

## Några kända svenska krönikörer
- Linda Skugge
- Natalia Kazmierska
- Liza Marklund
- Jan Guillou
- Johan Hakelius
- Dick Harrison
- Jan Olof Olsson
- Kristian Wedel
- Per Wästberg